# 楠图瓦
楠图瓦（法語：Nantois，法語發音：[nɑ̃twa]）是法国默兹省的一个市镇，属于巴勒迪克区。

## 地理
楠图瓦（48°38'15"N, 5°21'5"E）面积6.05 平方千米，位于法国大東部大區默兹省，该省份为法国西北部内陆省份，北与比利时接壤，西接马恩省和阿登省，南至上马恩省和孚日省，东临默尔特-摩泽尔省。
与楠图瓦接壤的市镇（或旧市镇、城区）包括：埃维利耶、隆若、默诺库尔、奈欧福日、维莱勒塞克。

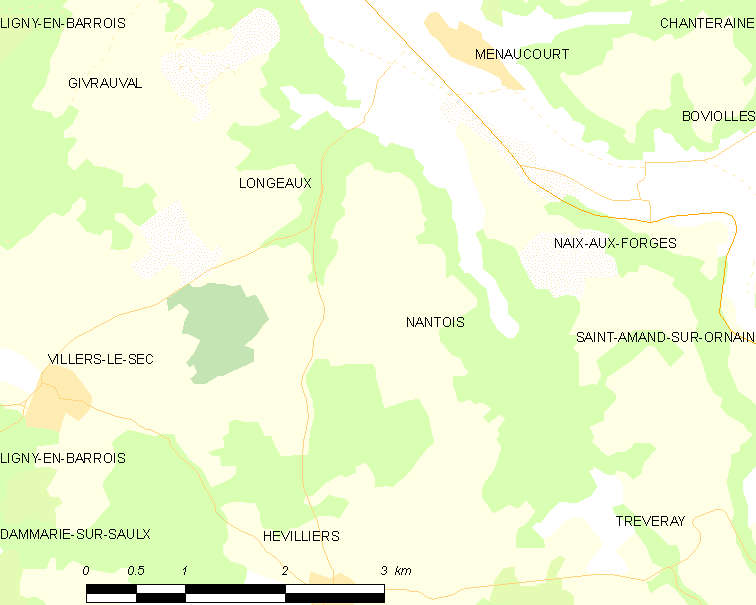
楠图瓦的OSM定位图

楠图瓦的时区为UTC+01:00、UTC+02:00（夏令时）。

## 行政
楠图瓦的邮政编码为55500，INSEE市镇编码为55376。

## 政治
楠图瓦所属的省级选区为利尼昂巴鲁瓦县。

## 人口

1962-2008年间楠图瓦人口变化图示

楠图瓦于2022年1月1日时的人口数量为77人。